# Thomas Arne

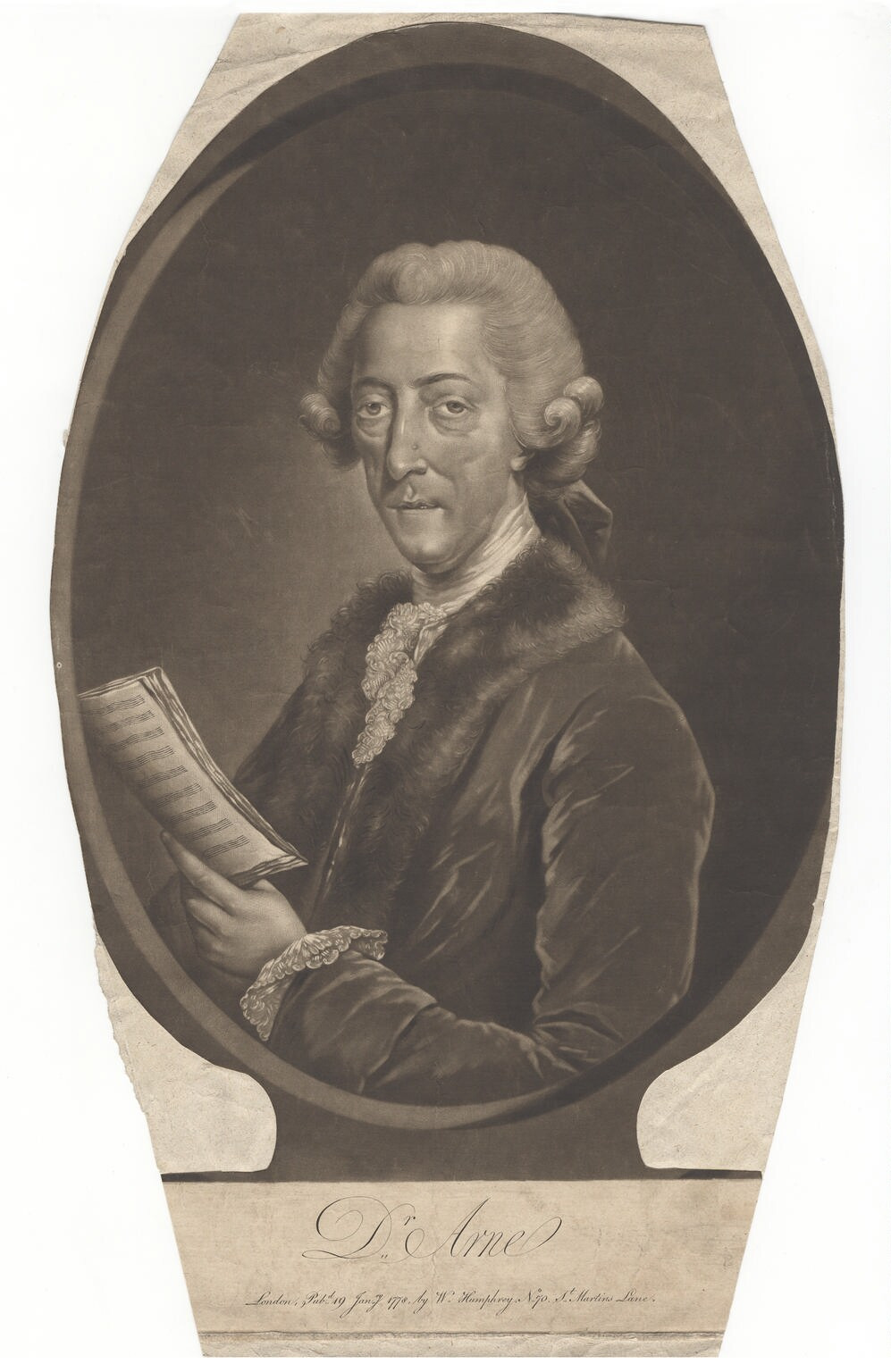
Thomas Arne in älteren Jahren

Thomas Augustine Arne (* 12. März 1710 in London; † 5. März 1778 ebenda) war ein englischer Komponist der Vorklassik. Sein bekanntestes Werk ist Rule, Britannia!. 
Er war verheiratet mit der seinerzeit sehr populären Sopranistin Cecilia Young, die auch vielen seiner Werke zum Erfolg verhalf. Seine Schwester war die gefeierte Sängerin und Schauspielerin Susannah Cibber.

## Leben und Wirken
Thomas Arne entstammt einer katholischen Handwerkerfamilie. Sein Vater Thomas Arne (1682–1736), ein Polsterer, schickte ihn zum Jurastudium nach Eton. Dort studierte er nebenbei Violinspiel und Komposition bei Michael Christian Festing. Er widmete sich schließlich ganz der Kunst. Sein erstes Werk war die Oper Rosamond (nach einem Libretto von Joseph Addison), die bereits sehr erfolgreich war; noch mehr war dies der Fall mit Thumb, or the opera of operas und 1738 mit der Oper Comus (Text von John Milton), worin Arne viele national-britische Melodien einbrachte, die er mit neuerfundenen Motiven im italienischen und deutschen Stil geschickt verflocht. 1740 ließ er in der Uraufführung seiner Oper Alfred den Part der Venus und Emma von der zu diesem Zeitpunkt sehr populären Schauspielerin und Sängerin Kitty Clive übernehmen.

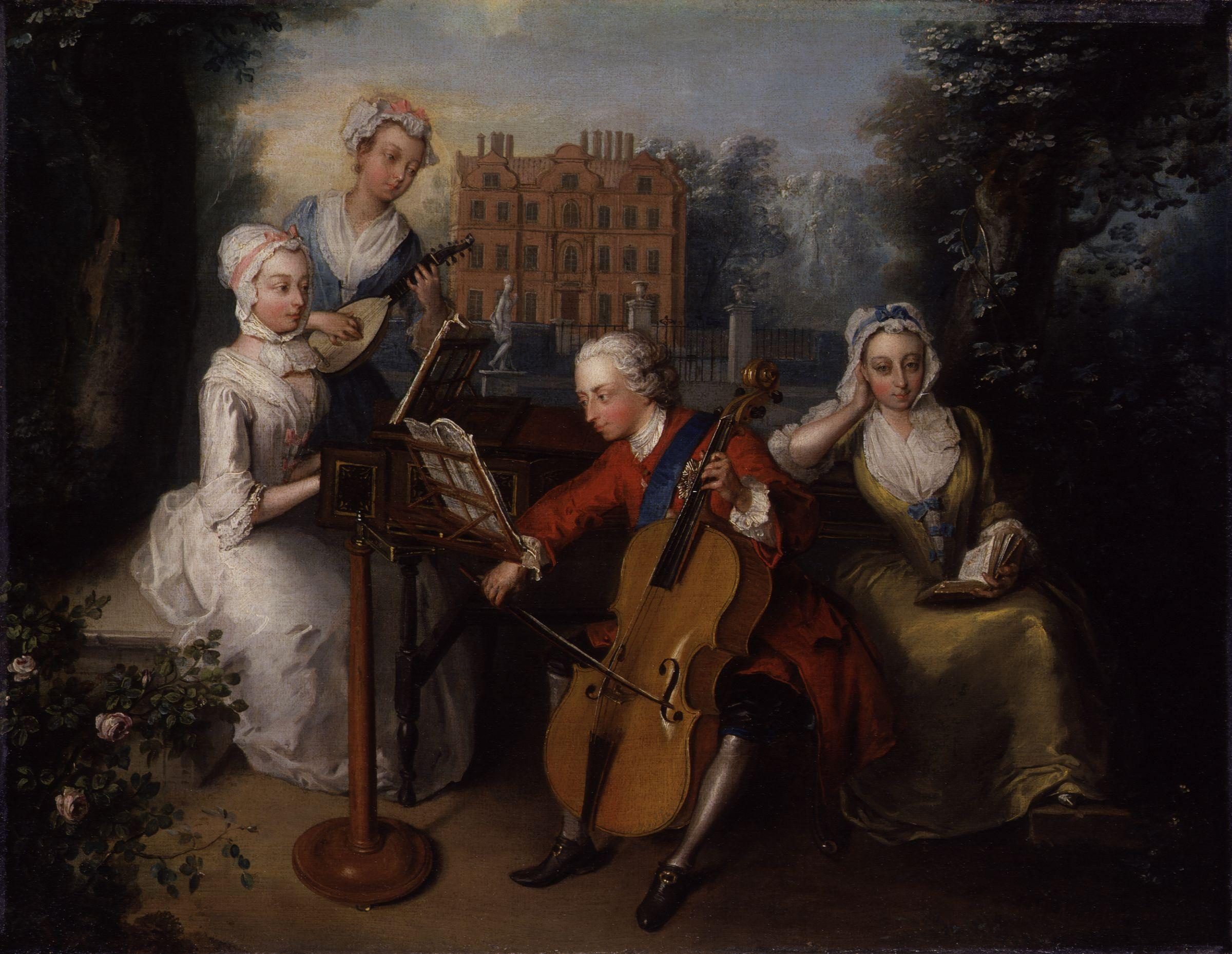
Friedrich (Fürst von Wales) und seine Schwestern spielen Thomas Arnes Musik

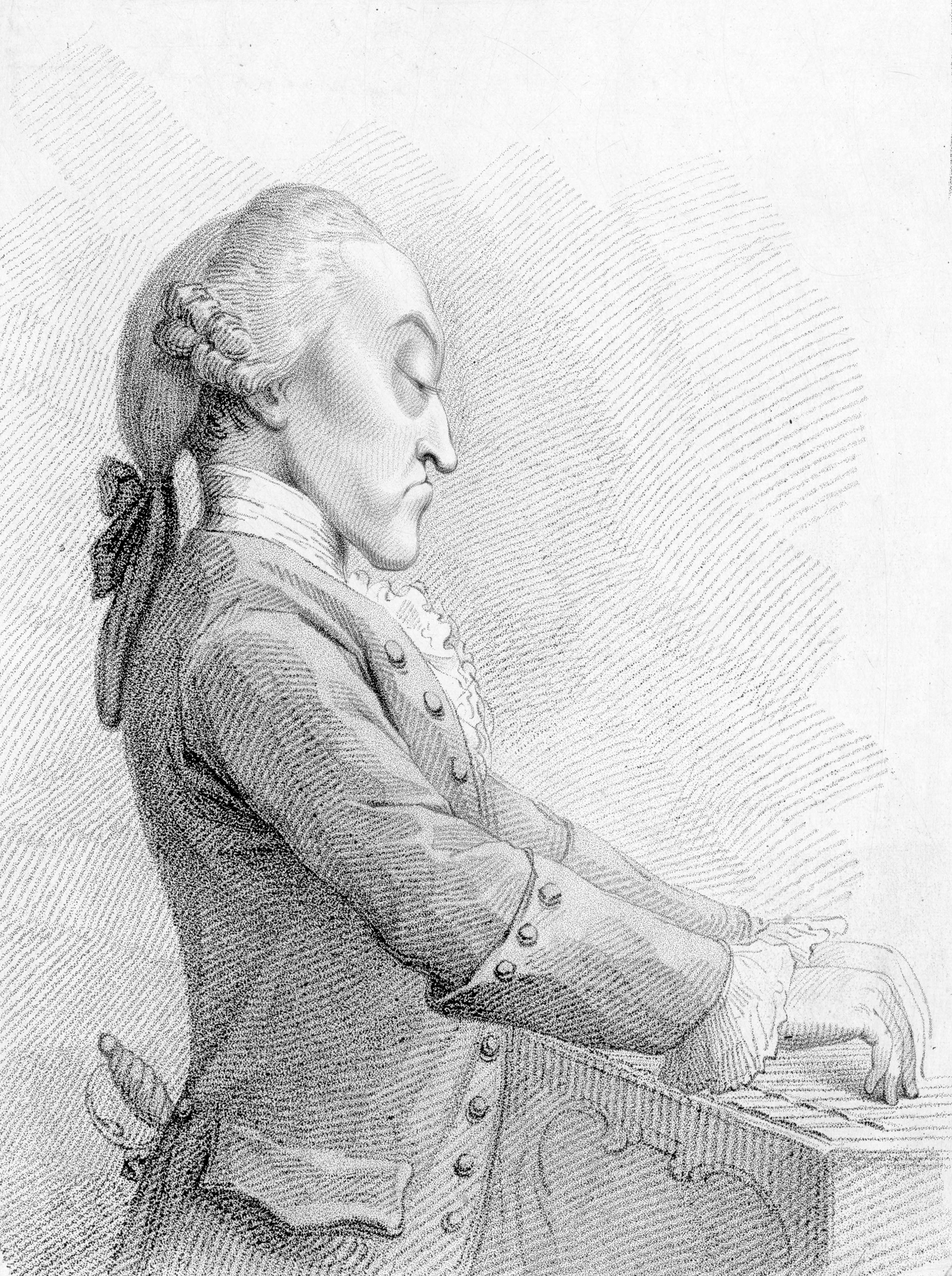
Thomas Arne (Karikatur nach Francesco Bartolozzi)

Im Jahre 1741 führte er einen Rechtsstreit gegen einen führenden Londoner Buchhändler, dem er vorwarf, seine Urheberrechte verletzt zu haben. Der Rechtsstreit wurde durch einen außergerichtlichen Vergleich beendet. Arne ist damit einer der ersten Künstler, die ihr Urheberrecht vor Gericht einklagten.
Nachdem er mit seiner Gattin Cecilia Arne, geborenen Young, einer vortrefflichen Sängerin und Schülerin Francesco Geminianis, während zweier Jahre mit Beifall in Irland aufgetreten war, wurde er 1745 zu London als Komponist für die Vauxhall Gardens angestellt, wo er durch kleine, seine Individualität am reinsten zeigende Gesangsstücke großes Aufsehen erregte. 1755 trennte er sich von Cecilia, weil sie nach seiner Auffassung geisteskrank (!) war, und begann eine Liebesaffäre mit Charlotte Brent, einer seiner Schülerinnen. Seine Fähigkeit, auch im italienischen Stil zu schreiben, zeigt seine 1762 aufgeführte Oper Artaxerxes (nach Metastasio). Außer Opern, deren er im ganzen 30 (ernste und komische) schrieb, hat er mehrere Oratorien verfasst, die aber neben den Händelschen farblos und dürftig erscheinen. Von Arne stammt auch die Melodie einer inoffiziellen englischen Nationalhymne: Rule, Britannia! ist der Schlussgesang aus der Masque of Alfred.
Des Weiteren sind vier Symphonien überliefert, und auch seine Triosonaten (Nr. 1 bis 7) sind komplett erhältlich.
Zu seinen Schülern zählte der Musikhistoriker und Komponist Charles Burney.
Thomas Augustine Arne war Dr. der Universität Oxford. Er starb am 5. März 1778 in London und wurde zusammen mit seiner Frau († 1789), mit der er sich kurz vor seinem Tod wieder versöhnt hatte, in der St Paul’s Church begraben. Sein unehelicher Sohn Michael Arne (1740/41 – 14. Januar 1786) war ebenfalls ein geschätzter Komponist, der bis 1770 in London mehrere Opern herausbrachte. Er wandte sich dann alchimistischen Untersuchungen zu. Ab 1778 komponierte er noch einige kleinere Bühnenwerke.

## Vokalwerke
| Jahr der Publikation | Titel!                                                    |
| -------------------- | --------------------------------------------------------- |
| 1737                 | The British Musical Miscellany, vol. vi                   |
| 1741                 | The Songs and Duetto in The Blind Beggar of Bethnal Green |
| 1743                 | The British Orpheus, vol. iii                             |
| 1743–1745            | Universal Harmony                                         |
| 1744                 | The Death of Abel                                         |
| 1745                 | Lyric Harmony, vol. i                                     |
| 1745                 | The Music in The Judgment of Paris                        |
| 1746                 | Lyric Harmony, vol. ii                                    |
| 1747                 | Peter Prelleur’s An Introduction to Singing               |
| 1749                 | Vocal Melody, vol. i                                      |
| 1750                 | Vocal Melody, vol. ii                                     |
| 1751                 | Vocal Melody, vol. iii                                    |
| 1752                 | Vocal Melody, vol. iv                                     |
| 1753                 | Willem Defesch's Songs Sung at Mary-bon Gardens           |
| 1753                 | The Agreeable Musical Choice, vol. v                      |
| 1754                 | The Agreeable Musical Choice, vol. vi                     |
| 1755                 | A Collection of Poems in Four Volumes by Several Hands    |
| 1756                 | The Agreeable Musical Choice, vol. vii                    |
| 1757                 | A Favourite Collection of English Songs                   |
| 1758                 | The Agreeable Musical Choice, vol. viii                   |
| 1760                 | The Monthly Melody                                        |
| 1760                 | British Melody, vol. xi                                   |
| 1761                 | A Choice Collection of Songs, vol. xii                    |
| 1761                 | The Winter’s Amusement, vol. xiii                         |
| 1762                 | British Amusement                                         |
| 1764                 | The Royal Magazine, vol. xi                               |
| 1764                 | A Favourite Collection of Songs, vol. xiv                 |
| 1765                 | The New Songs Sung at Vauxhall                            |
| 1766                 | Summer Amusement                                          |
| 1768                 | New Favourite Songs                                       |
| 1774                 | The Vocal Grove                                           |
| 1777                 | The Syren                                                 |

## Oden und Kantaten
- A Grand Epithalamium, 1736, verschollen
- Black-Ey’d Susan (cant., R. Leveridge), 1740, verschollen
- God bless our noble king, A, T, B, ATB, 2 hn, 2 ob, str, bc, 1745, GB-Lbl, ed. C. Bartlett (Wyton, 1985)
- Fair Celia love pretended (cant., W. Congreve), 1v, vns, bc, Gesangkantate, i (1749)
- Chaucer’s Recantation (cant.), 1v, str, bc, Gesangkantate, ii (1750)
- Ode to Chearfulness, 1750, verschollen
- Cymon and Iphigenia (cant., J. Dryden), 1v, str, bc, vs (1750), pts Bu
- Six Cantatas, fs (1755): Bacchus and Ariadne, 1v, 2 fl, 2 ob, 2 hn, str, bc; Delia, 1v, str, bc; Frolick and Free (G. Granville), 1v, 2 ob, str, bc; Lydia (after Sappho), 1v, 2 bn, str, bc; The Morning, 1v, fl/rec, str, bc; The School of Anacreon, 1v, 2 hn, str, bc; Lydia and The Morning, both ed. R. Hufstader (New York, 1971)
- 5 odes in Del Canzionere d’Orazio (1757): Delle muse all’almo core, 1v, str, bc; Finche fedele il core, 2vv, 2 fl, str, bc; Finche fedele il core, 2vv, 2 vn, bc; Se vanti in Telefo, 1v, 2 hn, str, bc; Tu mi fuggi schizzinosa, 1v, 2 vn, bc [= Advice to Chloe]
- The Spring (cant.), 1v, str, bc, British Melody (1760)
- Love and Resentment (cant.), 1v, 2 cl, 2 vn, bc, Summer Amusement (1766)
- The Lover’s Recantation (cant.), 1v, 2 fl, 2 ob, str, bc; vs in The Winter’s Amusement (1761), fs, Lbl, ed. P. Young (Leipzig, 1988)
- Advice to Chloe (cant.), 1v, vns, bc, New Favourite Songs (1768)
- An Ode upon Dedicating a Building to Shakespeare (D. Garrick), 1769, speaker, S, S, S, S, T, Bar, SATB, orch; 9 nos. in vs (1769)
- Love and Resolution (musical dialogue), 1770, verschollen
- Reffley Spring (cant.), 2vv, 2 vn, bc, vs (1772)
- Diana (cant.), 1v, 2 fl, 2 ob, 2 cl, 2 hn, 2 vn, bc; vs in The Vocal Grove (1774)
- Whittington’s Feast (secular orat, Arne, after Dryden: Alexander’s Feast), 1776, S, S, T, B, SATB, 2 fl, 2 ob, 2bn, 2 tpt, 2 hn, timps, drum, str, bc, fs, US-Wc
- A wretch long tortured with disdain (cant.), 1v, 2 fl, 2 ob, 2 hn, str, bc, full score GB-Lbl